# NGC 7348
NGC 7348 este o galaxie situată în constelația Pegas. A fost descoperită în 7 august 1864 de către Albert Marth. Se află la o distanță de 84,72 de megaparseci de Pământ.